# Ала африканцев
Ала африканцев или Ветеранская ала африканцев (лат. Ala Afrorum или лат. Ala Afrorum veterana) — вспомогательное подразделение армии Древнего Рима.
По всей видимости, данное подразделение было из свободных неграждан, живших в провинции Африка. Военный диплом от 15 апреля 78 года, относящийся к правления императора Веспасиана, сообщает, что на момент составления этого документа когорта существовала уже на протяжении 25 лет. Отсюда следует, что она была создана в правление Клавдия в 53 году. Неизвестно точно, где изначально дислоцировалась ала, но можно с уверенностью говорить, что при Веспасиане она стояла лагерем в провинции Нижняя Германия. В 89 году получила почётный титул «Преданная и верная» за то, что сохранила верность императору Домициану во время восстания наместника Верхней Германии Луция Антония Сатурнина. Два военных диплома, относящихся к правлению Траяна указывают, что подразделение находилось в Нижней Германии. Согласно ряду надписей, оно не покидало эту провинцию и при Адриане и Антонине Пии. Около 158 года ала находилась в Бургинатии. Последние упоминания об але африканцев относятся к началу правления Марка Аврелия, когда она входила в состав вексилляции, находившейся под командованием препозита Марка Валерия Максимиана и принимавшей участие в Маркоманских войнах. Возможно, ала была уничтожена во время этого конфликта.